# ガイアゲッターアークン
ガイアゲッターアークンは2002年6月1日からインターネット上で配信されているWebアニメとゲーム。

## ストーリー
太陽系地球とは遠くかけ離れた、とある星系の第3惑星、マンガーナ。ここは1人の女王が支配する、一応平和な星であった。ただ、たった1つの問題を除いては。この星の第一王子であるアークンは、一人っ子であることをいいことに、わんぱくに勝手放題に振る舞い、市民や宮殿の人間を困らせていた。そこで、女王はわが子を咎めるため、太陽系第三惑星、地球侵略という試練を与えることにした。かくして半強制のお供を引き連れてアークンは地球侵略をめざし地球へ向かった。

## 登場人物
- アークン・デンガーナ・マンガーナ8世（声：田中真弓）
- 王妃オカーン（声：紗ゆり）
- キャリー（声：根谷美智子）
- ゴッソー（声：玄田哲章）
- ドーソン（声：不明）
- 一ノ瀬ヒロキ（声：進藤尚美）
- 一ノ瀬曹二（声：塩屋浩三）
- 一ノ瀬朋子（声：紗ゆり）
- 長谷川ノノ（声：根谷美智子）

## キャスト
- 大臣（声：塩屋浩三）
- ナレーション（声：玄田哲章）

## スタッフ

### アニメ版
- 企画プロデューサー：溝口達治
- 原案：萩田憲司
- シリーズ構成：宮原直子
- 監督：本田ちさと
- キャラクターデザイン：小原理敏
- デザイン：石橋千代
- 絵コンテ：相沢有佳、山中京子
- 作画監督：玉置千夏
- 色指定：岩本亜紀子
- オーサリング：西本祥治、田邊俊子
- 音響演出：藤野貞義
- 録音：整音スタジオ
- 制作協力：株式会社クルーズ
- 音楽：西本祥治
- 製作：株式会社コンテンツジャパン、テレビ東京ブロードバンド

### ゲーム版
- ディレクター：本田ちさと
- プランナー：相沢有佳、山中京子
- プログラマー：新野秦一
- グラフィックデザイン：石橋千代、小原理敏
- 背景美術：大橋学
- 原画：萩田憲司、寺井和世、玉置千夏
- オーサリング：西本祥治、田邊俊子